# Coleraine (Australia)
Coleraine – miasto w Australii, w stanie Wiktoria.